# Octavia E. Butler
Estelle Octavia Butler (Pasadena, Kalifornia, 1947. június 22. – Lake Forest Park, Washington, 2006. február 24.) amerikai sci-fi-szerző.

## Élete
Butler Pasadenában nevelkedett. Apját fiatalon elvesztette. Diplomáját a Kaliforniai Egyetem-n szerezte. 1999-ben Seattle-be költözött.

## Munkássága
12 éves korától írt sci-fi-ket. 1971-ben jelent meg az első novellája. 1974-ben kezdte el a Patternist sorozatot, amely meghozta neki az ismertséget. Az 1979-ben írt Kindred műve (mely a rabszolgaság-időutazás témakörrel foglalkozik) vált a legnépszerűbbé. Ezután 1987-1989 között írt Lilith's Brood (eredetileg Xenogenesis) trilógia következett.

## Díjai
- 2010 Science Fiction Hall of Fame
- 1999 Parable of the Talents   Nebula-díj
- 1984 Bloodchild   Nebula-díj ,
- 1985 Bloodchild   Hugo-díj , Locus-díj
- 1984 Speech Sounds   Hugo-díj

## Magyarul
- Hajnal; ford. Huszár András; Agave Könyvek, Bp., 2019
- Átváltozás; Ford.: Huszár András, Agave Könyvek, 2019
- Hibridek; Ford.: Huszár András, Agave Könyvek, 2020
- A magvető példázata; ford. Huszár András; Agave Könyvek, Bp., 2021
- A tálentumok példázata; ford. Huszár András, Farkas Veronika; Agave Könyvek, Bp., 2023

## Fordítás
- Ez a szócikk részben vagy egészben  az   Octavia E. Butler  című angol Wikipédia-szócikk fordításán alapul.  Az eredeti cikk szerkesztőit annak laptörténete sorolja fel. Ez a jelzés csupán a megfogalmazás eredetét és a szerzői jogokat jelzi, nem szolgál a cikkben szereplő információk forrásmegjelöléseként.